# Hellmuth Weiss
Franz Robert Hellmuth Weiss (* 10. Oktoberjul. / 23. Oktober 1900greg. in Reval (estn. Tallinn); † 10. April 1992 in Marburg) war ein Politiker der deutschen Minderheit in Estland, Präsident der Estländischen Deutschen Kulturverwaltung und zeitweise Abgeordneter im Rahvuskogu.

## Leben und Wirken
Hellmuth Weiss stammte aus einer alten Revaler Familie und war der Sohn des Buchhändlers und Ältermanns der Großen Gilde Robert Weiss. Seine Mutter stammte aus Memel. Hellmuth Weiss besuchte die Domschule zu Reval. Im Herbst 1918 studierte er Geschichte, Geographie und Germanistik an der unter deutscher Besatzung eröffneten Landesuniversität Dorpat. Von 1918 bis 1920 nahm er am Estnischen Freiheitskrieg als Freiwilliger des Baltenregiments teil. 1920/21 setzte er seine Studien in Greifswald und von 1921 bis 1925 in Tübingen fort. Das Studium schloss er dort 1925 mit Promotion ab. Zwei Jahre später wurde Weiss Leiter der Bibliotheken der Estländischen Literarischen Gesellschaft und der Estländischen Deutschen Kulturverwaltung in Tallinn, 1936 Vizepräsident der Estländischen Literarischen Gesellschaft und 1931 Leiter des Kulturamts. 1933 wurde er Vizepräsident und 1939 Präsident der Estländischen Deutschen Kulturverwaltung.
Hellmuth Weiss wurde 1937 als Vertreter der Kulturverwaltungen der deutschen und jüdischen Minderheiten in die zweite Kammer (Riiginõukogu) der estnischen Nationalversammlung (Rahvuskogu) berufen. Als führender Repräsentant der deutschen Volksgruppe war er 1939/40 maßgeblich an den Verhandlungen über die Umsiedlung der Deutschen aus Estland beteiligt. Im Rahmen des Hitler-Stalin-Paktes war der Sowjetunion die Besetzung Estlands zugestanden worden. Die Deutschen wurden ins Reich umgesiedelt.
Nach der Durchführung der Umsiedlung war Hellmuth Weiss ab 1940 Sachverständiger der deutschen Delegation bei den Verhandlungen mit der estnischen Regierung über die Kulturgüterausfuhr. Im Januar 1941 wurde er Gebietsbevollmächtigter für die Nachumsiedlung zurückgebliebener Deutscher in Estland. Am 21. März 1940 erhielt er in Posen die deutsche Staatsangehörigkeit durch Einbürgerung. Am 10. Mai 1941 beantragte Weiss den Beitritt in die NSDAP und wurde zum 1. Januar 1942 aufgenommen (Mitgliedsnummer 8.727.555). Nach dem Angriff auf die Sowjetunion wurde das Baltikum 1941 von deutschen Truppen besetzt. Hellmuth Weiss kehrte nach Tallinn zurück und wurde dort von 1941 bis 1944 Leiter der Kulturpolitischen Abteilung im Generalkommissariat Ostland. 1944 wurde er zur Wehrmacht eingezogen und leistete bis 1945 Kriegsdienst. Danach war er für kurze Zeit in sowjetischer Kriegsgefangenschaft.
Nach seiner Entlassung arbeitete er zwei Jahre als Dolmetscher in Potsdam, musste dann aber aus der SBZ in den Westen flüchten. Ab 1950 lebte er in Marburg. Dort wirkte er von 1952 bis 1959 als Leiter der Bibliothek des J.G. Herder-Instituts und von 1959 bis 1965 als dessen Direktor. Zudem war er von 1959 bis 1970 geschäftsführendes Vorstandsmitglied und 1974 bis 1975 Vizepräsident des Johann Gottfried Herder-Forschungsrates in Marburg.
Weiss ist Autor zahlreicher Veröffentlichungen historischen und bibliographischen Inhalts und Herausgeber von Zeitschriften und Forschungsreihen, z. B. der Marburger Ostforschungen (1960–1969) und der Zeitschrift für Ostforschung (1960–1990).
Weiss war Mitglied der Baltischen Corporation Estonia Dorpat und Ehrenphilister der Corona Dorpatensis Marburg.

## Schriften (Auswahl)
- Frankreichs Politik in den Rheinlanden am Vorabend des Hundertjährigen Krieges. Wassermann, Reval 1927 (Dissertation Universität Tübingen).
- (Hrsg., mit Max Hildebert Boehm): Wir Balten. Akademischer Gemeinschaftsverlag, Salzburg/München 1951.
- Zur Bibliotheksgeschichte Revals im 16. und 17. Jahrhundert. In: Syntagma Friburgense. Historische Studien, Hermann Aubin dargebracht zum 70. Geburtstag am 23. Dezember 1955 (= Schriften des Kopernikuskreises, Freiburg im Breisgau, Bd. 1). Thorbecke, Lindau 1956, S. 279–291.
- Über die sogenannten nationalen Schulen der osteuropäischen Musik. In: Ebd., S. 301–322.
- (Mitbearb.): Bücherkunde Ostdeutschlands und des Deutschtums in Ostmitteleuropa (= Ostmitteleuropa in Vergangenheit und Gegenwart, Bd. 8). Böhlau, Köln 1963.
- Ein Bericht Philipp Christian Moiers über die kirchlichen und sozialen Verhältnisse in Estland um 1770. In: Rudolf von Thadden (Hrsg.): Das Vergangene und die Geschichte. Festschrift für Reinhard Wittram zum 70. Geburtstag. Vandenhoeck & Ruprecht, Göttingen 1973, S. 164–173, ISBN 3-525-36161-0.
- Das deutsche Schulwesen Estlands 1925-1939. In: Zeitschrift für Ostforschung, Bd. 35 (1986), S. 182–190.
- Zur Umsiedlung der Deutschen aus Estland 1939-1941. In: Zeitschrift für Ostforschung, Bd. 39 (1990), S. 481–502.